# Villers-le-Bouillet
Villers-le-Bouillet (wa. Viyé-l'-Boulet) –  miejscowość i gmina (commune) w Belgii, w Regionie Walońskim, w prowincji Liège, w okręgu Huy. Według Dyrekcji Generalnej Instytucji i Ludności, 1 stycznia 2024 roku gmina liczyła 6836 mieszkańców.

## Podział administracyjny
W skład gminy wchodzą cztery dzielnice (section):
- Fize-Fontaine
- Vaux-et-Borset
- Vieux-Waleffe
- Warnant-Dreye

## Osoby

### urodzone w Villers-le-Bouillet
- Robert Collignon (1943), polityk, prawnik